# Thönmi Sambhota
Thönmi Sambhota var en tibetansk minister under kejsar Songtsän Gampo som har fått äran av ha uppfunnit det tibetanska skriften på 600-talet.